# Pittura murale Ndebele

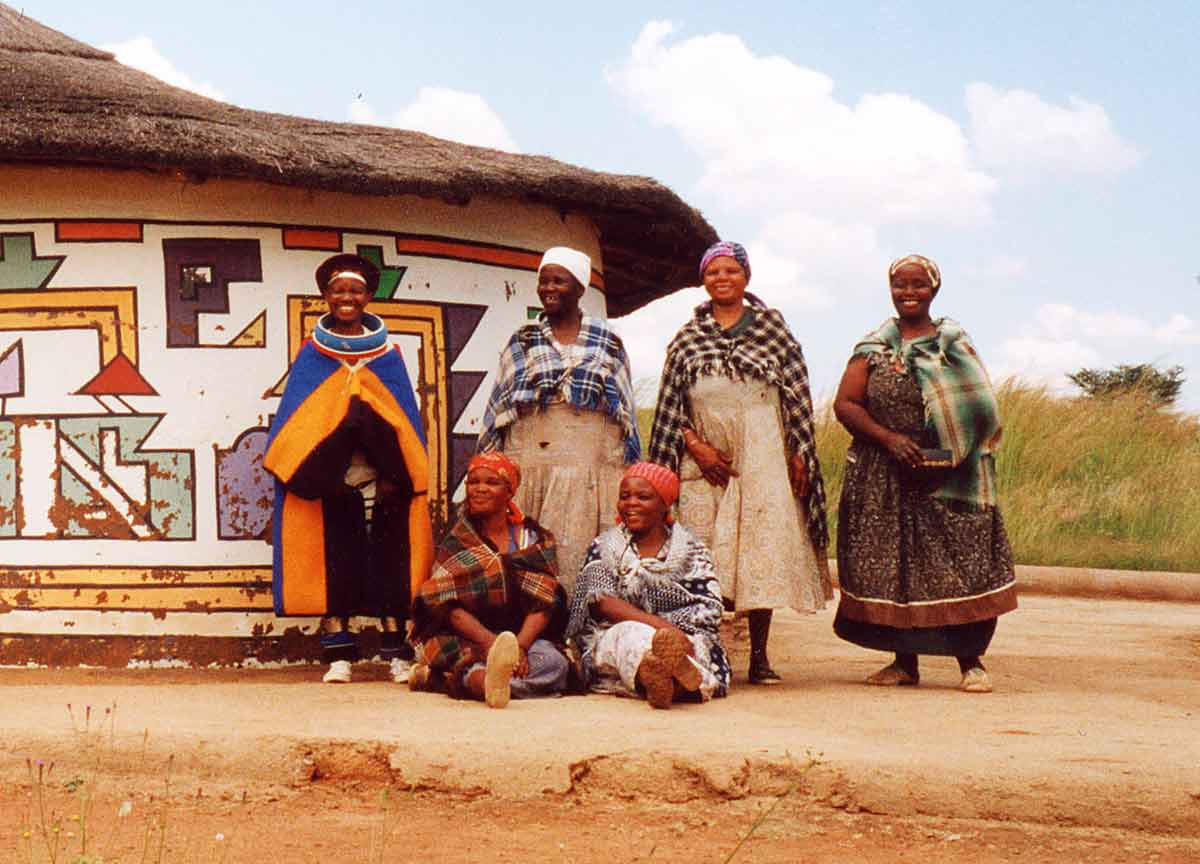
Donne Ndebele

La pittura murale Ndebele è uno stile pittorico del popolo Ndebele nativo della zona meridionale del Sudafrica. Le pitture vengono realizzate sulle pareti esterne ed interne delle abitazioni.

## Storia
È una pittura domestica del popolo Ndebele sviluppatasi nel corso del XVIII secolo, quando dalla vita nelle capanne passano a case con pareti di fango. Su di esse si creano dei murales con disegni a forme simboliche molte espressive che nascondono un vero e proprio codice segreto per la loro gente; compreso di preghiere, inni, formule magiche, celebrazione (matrimonio, iniziazione maschile, lutti). Sono dipinti che per i loro contenuti sono ritenuti sacri. 
Le donne Ndebele sono spesso le creatrice delle pitture e custodi della tradizione artistica, tramandata di generazione in generazione, da madre in figlia.

## Tecnica
I dipinti murali Ndebele erano originalmente eseguiti con le dita. I colori erano organici, pietra bianca calcarea per gli sfondi e pigmenti naturali dal marrone, al nero all'ocra per i disegni. La maggior parte dei motivi erano a forma di V ed i colori rispecchiavano le tonalità dell'ambiente. I motivi, i colori della terra e le dimensioni delle strutture erano più importanti dell'effetto cromatico della composizione pittorica.
Nel XX secolo, la pittura Ndebele ha spaziato nelle forme e si è evoluta con colori vivaci e brillanti (giallo, oro, rosso, blu) ottenuti anche da pigmenti sintetici, influenzando profondamente l'arte africana moderna.

## Galleria d'immagini

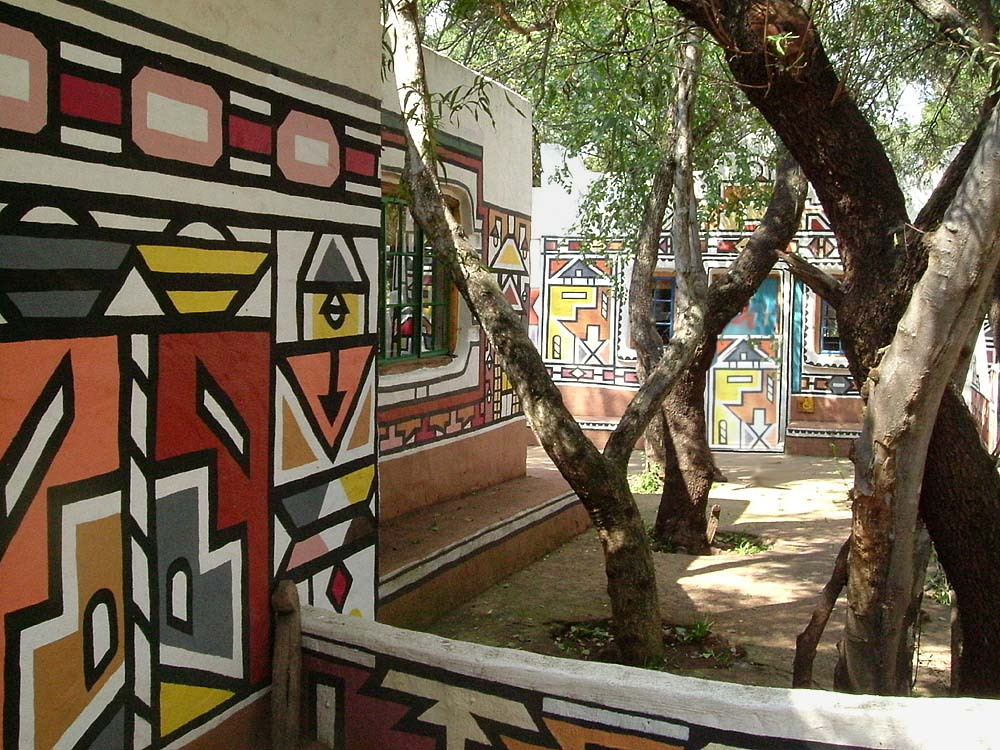
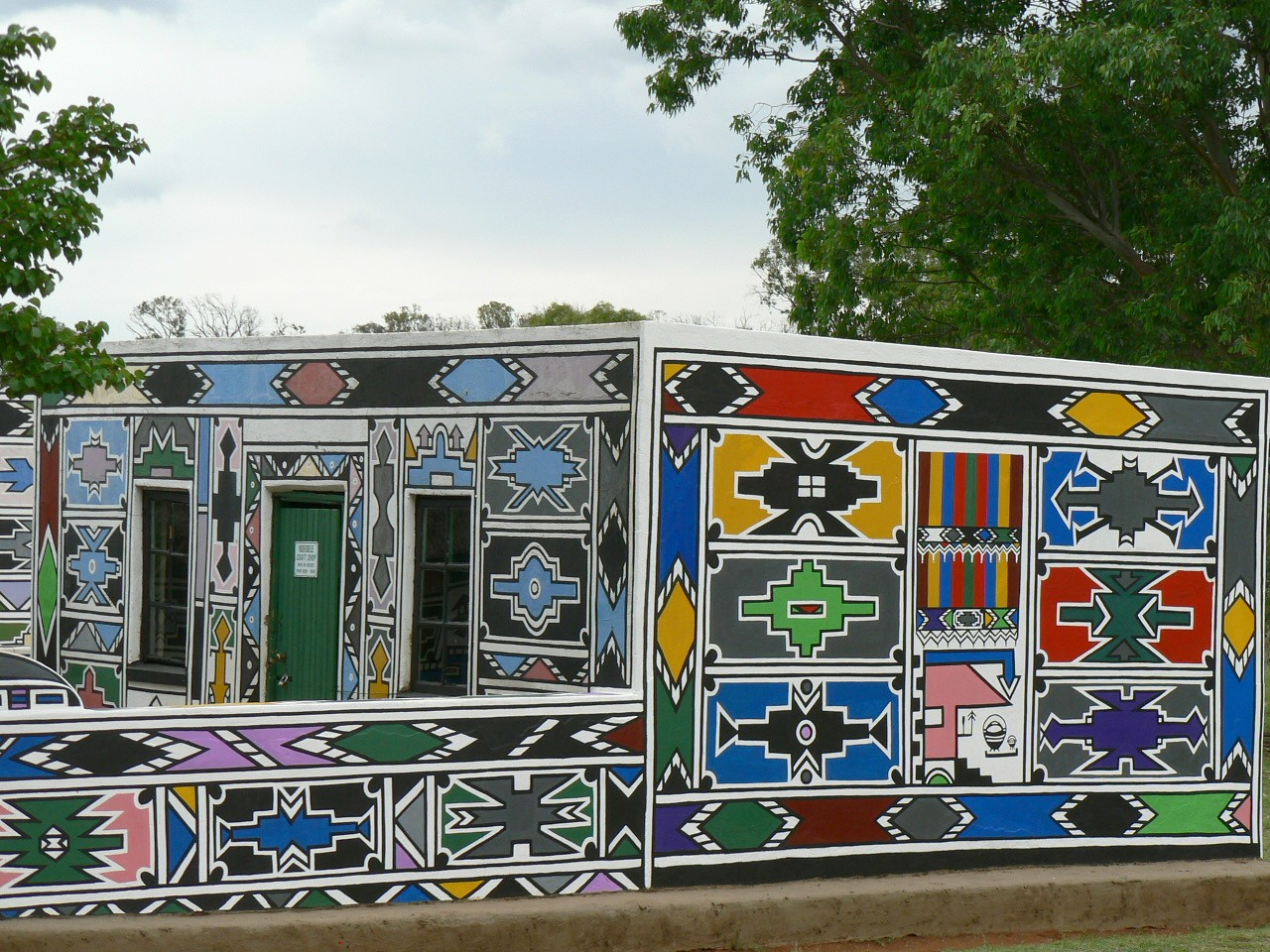
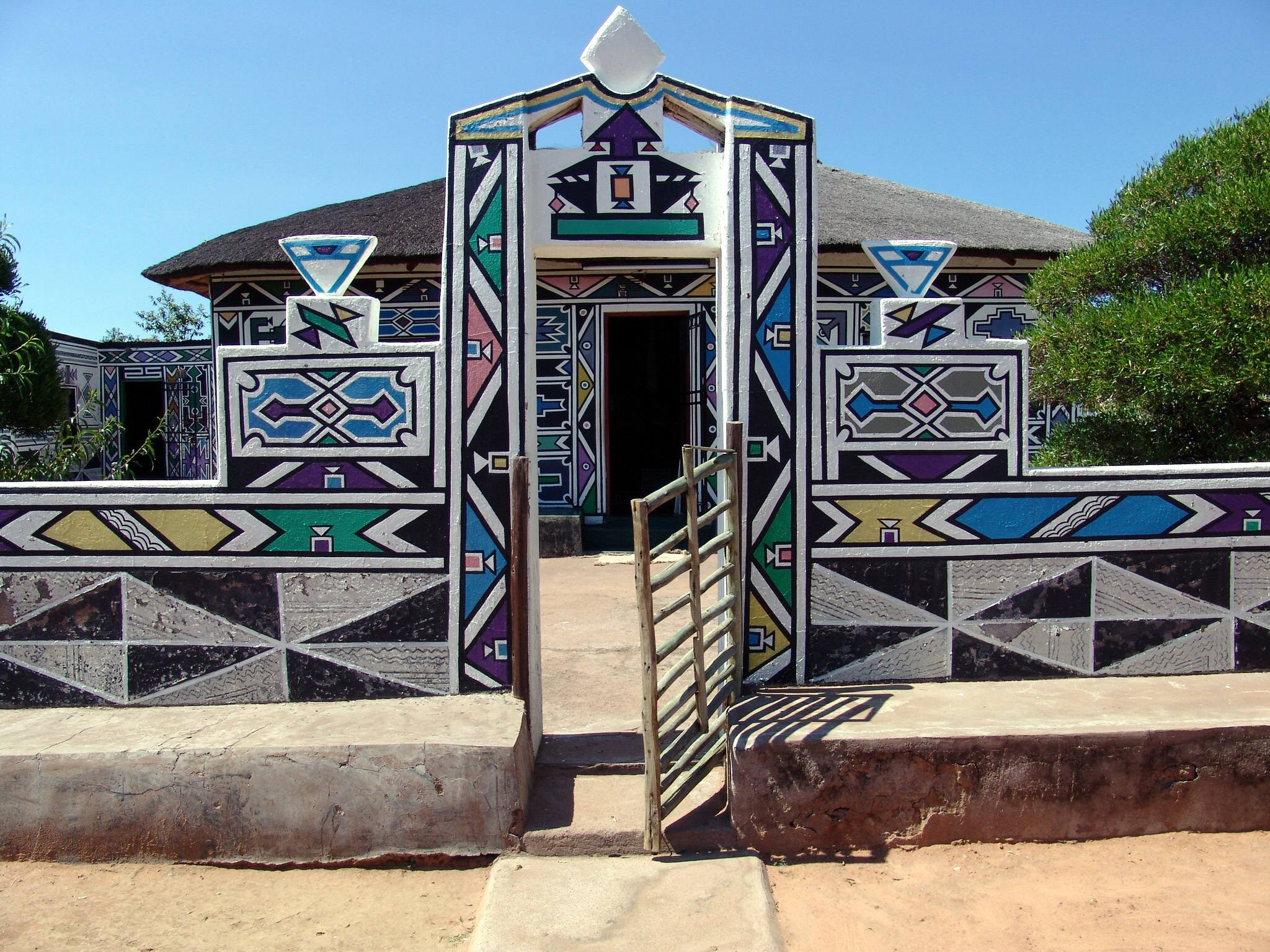
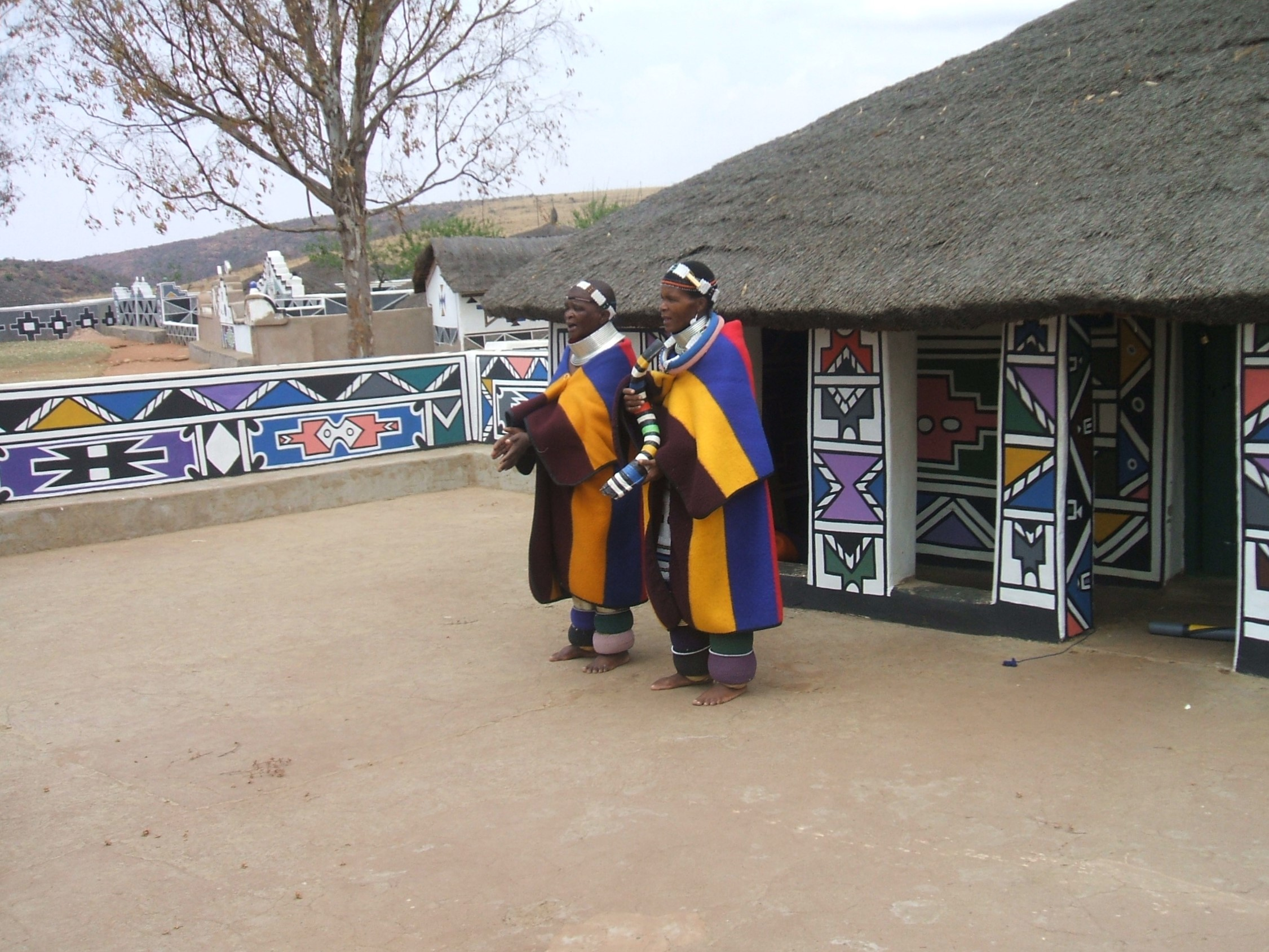